# Montañas Orvin
Las montañas Orvin (en noruego: Orvinfjella; en inglés: Orvin Mountains) son un grupo destacado de sistemas montañosos que se extienden a lo largo de unos 100 km entre las montañas Wohlthat y las montañas Mühlig-Hofmann en la Tierra de la Reina Maud. Con su cima a 3055 m de altitud, el pico Sandeggtind constituye el punto más alto de las montañas Conrad, un subsistema de las montañas Orvin.

## Descubrimiento y nombre
El sistema fue fotografiado por primera vez desde el aire y trazado de forma aproximada por la tercera expedición antártica alemana (1938-1939) dirigida por el capitán Alfred Ritscher. Fue cartografiado por la sexta expedición antártica noruega (1956-1960) a partir de reconocimientos y fotografías aéreas y nombrado en honor a Anders K. Orvin, director del Instituto Polar Noruego entre 1958 y 1959.

## Cordilleras constituyentes
A continuación, se enumeran los sistemas montañosos que componen las Montañas Orvin, de este a oeste:
- Cordillera Shcherbakov
- Monte Dallmann
- Montañas Conrad
- Montañas Gagarin
- Montañas Kurze
- Montañas Drygalski
- Montañas Filchner